# Adam Woźnica
Adam Woźnica (* 9. Mai 1994) ist ein polnischer Volleyballspieler. Er spielt auf der Position Mittelblock.